# Tocar i parar
Tocar i parar (títol original en anglès, Tag) és una pel·lícula de comèdia estatunidenca del 2018 dirigida per Jeff Tomsic (en el seu debut com a director) i escrita per Rob McKittrick i Mark Steilen. La pel·lícula es basa en una història real que es va publicar a The Wall Street Journal sobre un grup d'homes, interpretats per Ed Helms, Jake Johnson, Hannibal Buress, Jon Hamm i Jeremy Renner, que s'havien passat un mes a l'any jugant al joc del gat i la rata de la seva infantesa. Annabelle Wallis, Isla Fisher, Rashida Jones i Leslie Bibb també protagonitzen l'obra. La pel·lícula va ser estrenada el 15 de juny de 2018 a càrrec de Warner Bros. Pictures. Va rebre crítiques diverses i va recaptar 78 milions de dòlars a tot el món, davant un pressupost de producció de 28 milions de dòlars. S'ha doblat i subtitulat al català.